# Newtone
Newtone är en svensk musikgrupp som bildades 1993 i Stockholm. Gruppen ses som en av de mest betydelsefulla inom svensk acid jazz och är känd för låtar som "Self Confidence"och "Wish I Sang Like Marvin Gaye".

## Historia
Newtone bildades av bröderna Max Linder och Carl Linder samt Josef Zackrisson. Gruppen gjorde sin första spelning 22 september 1993 på Studion. Denna spelades in av Sveriges Radio P3 och sändes i programmet Hipnuss. De spelade flitigt i Stockholm, när de blev uppmärksammade av Della Williams - dotter till jazzmusikern Spencer Williams. I utbyte mot att Newtone arrangerade om och spelade in två av hennes fars låtar, bekostade hon en demoinspelning, som resulterade i ett skivkontrakt med MCA Records.
1996 släpptes deras album i Japan, dit de också åkte på turné.

## Bandmedlemmar
- Max Linder - gitarr, sång
- Carl Linder - trummor
- Josef Zackrisson - bas
- Anders Barrén - keyboard
- Max Waltman - valthorn, trumpet
- Erik Bergström - saxofon, tvärflöjt
- Magnus Thorell - trumpet
- Henrik Jakobsson - slagverk

## Diskografi

### Album
- 1996 – Newtone
- 1997 – Newtone (Japan)
- 2016 – This Love's for Real
- 2021 – The Hillson Tapes

### Singlar
- 1996 – Wish I Sang Like Marvin Gaye
- 1996 – Self Confidence

### Samlingsalbum
- 1994 – Totally Wired Sweden